# HBCスポーツゾーン『ファイト!!』
HBCスポーツゾーン『ファイト!!』（エイチビーシースポーツゾーンファイト）は、HBCラジオにて、2013年10月3日から原則生放送されている、スポーツ情報ラジオ番組。

## 概要
2013年ナイターオフ期のスポーツ情報番組。『ファイト!!』と銘打ってはあるが北海道日本ハムファイターズ関連情報は「ファイターズDEナイト!」との関係、裏の「ぞっこん!ファイターズ」との差別化を踏まえ極わずかに抑え、北海道内でスポーツに打ち込むアマチュアアスリートや学生アスリート、ファイターズ以外のプロスポーツにスポットを当てている。

## 放送時間
- 火曜日 - 金曜日 18:00 - 18:30

## 放送内容
- 火曜日　実況アナと過去のファイターズ戦回顧、スポーツトピックス
- 水曜日　部活の学生へ電話インタビュー
- 木曜日　コンサドーレ札幌
- 金曜日　レバンガ北海道

## 出演者
- 加藤雅章（火曜日 - 金曜日）
- 堰八紗也佳（火曜日 - 水曜日）
- 佐藤彩（木曜日 - 金曜日）
- 管野暢昭(木曜日、不定期火曜日）

以上の4人とも北海道放送アナウンサー。
- 八幡淳（金曜日）